# Hermann Wurster
Hermann Wurster (* 25. September 1907 in Stuttgart; † 17. Oktober 1985 in Augsburg) war ein deutscher Maschinenbauingenieur und Testpilot.

## Leben
Wurster studierte ab 1926 Flugzeugbau an den Technischen Hochschulen in München und Stuttgart. Im Jahr 1933 wurde er zum Dr.-Ing. promoviert und war von 1933 bis 1935 Chefkonstrukteur der Deutschen Versuchsanstalt für Luftfahrt in Berlin. Anschließend arbeitete er bis 1936 als Testpilot der Luftwaffe an der Erprobungsstelle Rechlin. Danach wechselte er zu den Bayerischen Flugzeugwerken (ab 1938 Messerschmitt AG) in Augsburg, wo er bis 1943 Chefpilot der Versuchsfliegerei war. Dort stellte er am 11. November 1937 mit der Bf 109 V13 mit 610,95 km/h einen Geschwindigkeitsweltrekord auf. Insgesamt flog Wurster im Laufe seiner Karriere 40 verschiedene Flugzeugtypen (6 davon als Erstflug bei Messerschmitt).
Nachdem Wurster die Versuchsfliegerei beendet hatte, wechselte er in das Konstruktionsbüro von Alexander Lippisch. Dort entwickelte er als Ersatz für die misslungene Me 210 das zweimotorige Nurflügelflugzeug Me 265 (ab 1944 in Me 329 umbenannt).
Von 1943 bis Kriegsende leitete Wurster die Entwicklungsabteilung für die Flugabwehrrakete Enzian in Oberammergau.
Nach Kriegsende versuchten die Amerikaner ihn zu überzeugen, seine Arbeit in den Vereinigten Staaten fortzusetzen. Wurster lehnte allerdings ab. Stattdessen gründete er eine Baustoffhandlung in Nördlingen, die er bis zu seinem Ruhestand im Jahre 1973 führte.

## Rekord
Am 11. November 1937 stellte Wurster mit einer modifizierten Messerschmitt Bf 109 entlang der Bahnstrecke Augsburg–Buchloe mit 610,95 km/h den bisherigen Geschwindigkeitsrekord für Landflugzeuge von Howard Hughes ein. Sein Rekord wurde am 30. März 1939 vom Heinkel-Testpiloten Hans Dieterle überboten.